# Strada Alta

Val Canaria. Historisches Luftbild von Werner Friedli (1946)

Die Strada Alta (ital., wörtlich Höhenweg) ist eine Panorama-Wanderroute im Leventinatal im Kanton Tessin in der Schweiz, weitgehend auf dem früheren Verbindungsweg zwischen den Dörfern – wenn auch nur noch streckenweise mit alten Wegelementen.
Die Strada Alta ist Bestandteil der nationalen Wanderroute 2 Trans Swiss Trail (Etappen 25 bis 27), der in 32 Etappen von Porrentruy im Kanton Jura nach Mendrisio führt.
Die Strada Alta ist das Gegenstück einerseits zur Strada Bassa unten durch das Tal der Leventina (Teil der Wanderroute 7 Via Gottardo) und anderseits des noch höheren Sentiero dei Monti (zwischen den Maiensässen und Alpen von Lurengo bis Someo) sowie den noch höheren Gipfelwegen (inoffiziell Strada Veramente Alta genannt).

## Streckenverlauf
Die Strada Alta erstreckt sich über den linken Hang des Valle Leventina von Airolo bis Biasca an Ortschaften vorbei, die auf den sonnigen Terrassen des Tals liegen. Die meisten dieser Dörfer haben sich im Laufe des letzten Jahrhunderts stark entvölkert, aber noch viel vom alten alpinen Charakter beibehalten.
Der Wanderweg führt praktisch durch jede Gemeinde, die am linken Hang der Leventina liegt. Kurz nach Airolo (1160 m ü. M.) verlässt die Strada Alta die Talsohle, bei Madrano am Eingang des Val Canaria steigt der Weg abseits der Durchgangsstrasse bis vor Brugnasco und erreicht über ein wiederum kurzes historisches Wegstück durch einen Bergwald das Dörfchen Altanca auf dem Gebiet der Gemeinde Quinto. Kurz vor Altanca kann man mit der Standseilbahn Ritom entweder Piotta auf der Talsohle oder den Ritom-See im Pioratal erreichen. Durch Bergwiesen führt die Strada Alta weiter über Cresta di Sopra, mit 1421 m ü. M. der höchste Punkt der Route, zu den Bergdörfern Ronco (mit wiederum kurzem nur zu Fuss begehbarem historischen Wegstück dazwischen), Deggio, San Martino und Lurengo (von San Martino aus kann auch Catto erreicht werden). Bei Catto oder Lurengo verlässt die Strada Alta die Gemeinde Quinto und somit auch die Alta Leventina.
Durch einen Fichtenwald, den Bosco d'Öss hoch über der Piottino-Schlucht werden absteigend Freggio, Brusgnano und schliesslich Osco erreicht. Ein Alternativweg erreicht auch den Weiler Vigera. Von Osco aus besteht die Möglichkeit, mit dem öffentlichen Verkehr Faido auf der Talsohle zu erreichen. Nach Osco führt der Weg wieder nur als Fussweg begehbar durch Wälder und Magerwiesen nach Calpiogna, Rossura und Tengia, um am Ende in Calonico anzukommen. Von Osco bis Calonico können die Wanderer die Sicht auf das ganze Media Leventina geniessen.

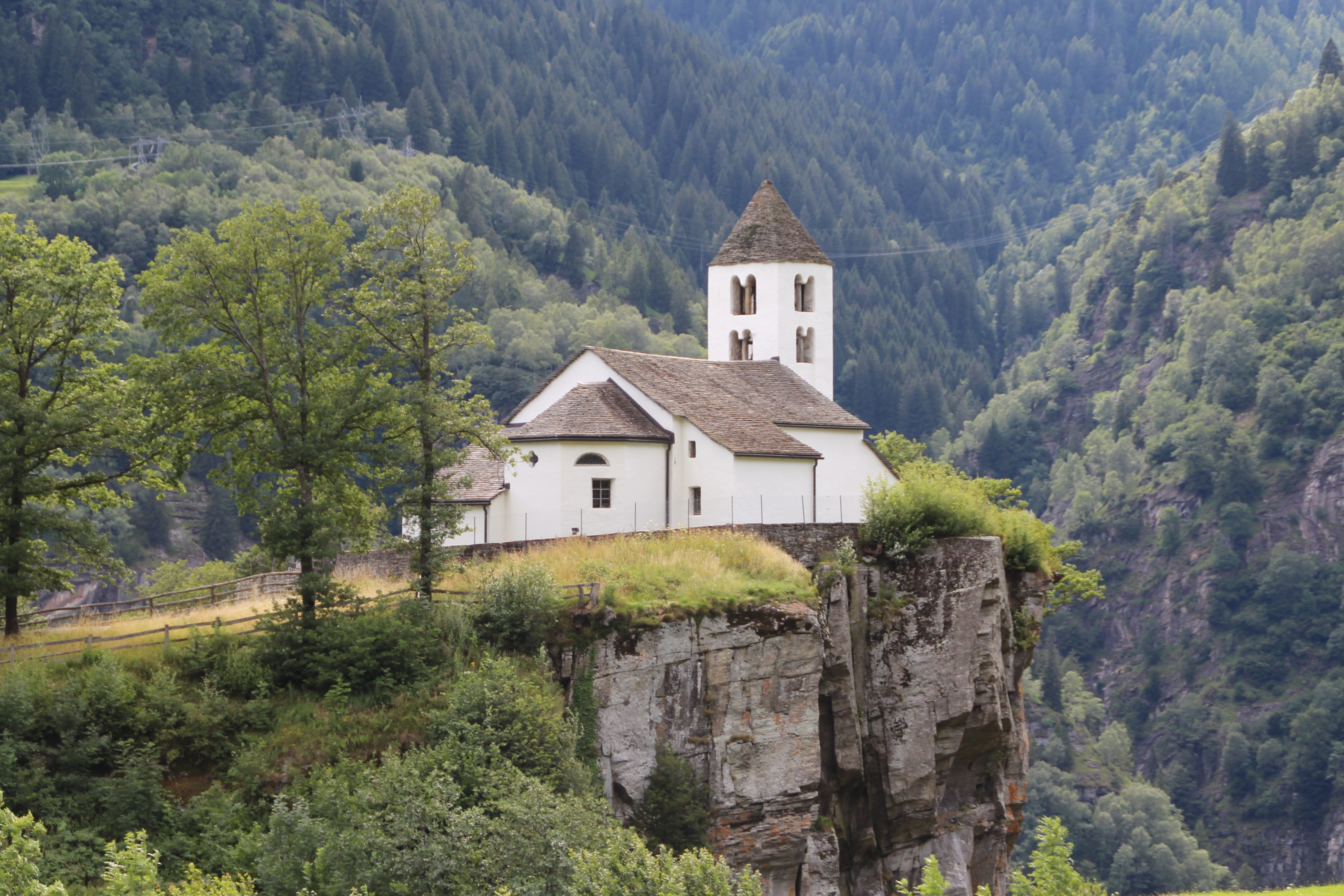
Die Kirche von Calonico

Nach dem Verlassen von Calonico führt die Strada Alta durch die so genannte Traversa (so werden die ehemaligen Gemeinden Calonico, Anzonico, Cavagnago und Sobrio genannt). Hier öffnet sich der Blick auf die Bassa Leventina. Nach Sobrio beginnt der Weg wieder Richtung Talsohle abzufallen und erreicht nach dem Durchqueren der Maiensässe auf den Gemeindegebieten von Bodio und Pollegio die Ortschaft Biasca (301 m ü. M.).

## Sehenswürdigkeiten
Die Strada Alta weist viele Besonderheiten auf. Es können verschiedene Bergdörfer mit ihren Monumenten (vor allem Kirchen, Wegkapellen, gut erhaltene historische Dorfkerne mit alten Stein- und Holzhäusern im Walser-Baustil) besichtigt werden, die zum Teil Zeugen einer alten und immer mehr verschwindenden alpinen Kultur sind. Der Ausblick auf die umliegende Berglandschaft, die sich allmählich ändert, je mehr man sich Biasca nähert, ist aus einem naturalistischen Punkt interessant.
Aufgrund der relativ guten Anbindung dieser Bergdörfer an das Tal über Postautokurse kann die ganze Strecke individuell unterteilt werden. Diese ermöglichen auch von Faido über Molare nach Carì ein Hoch- oder Absteigen zum oder vom höher gelegenen Weg Sentiero dei Monti, der aber stellenweise schmal und ausgesetzt und nur für gute Berggänger geeignet ist.
Schlagersängerin Nella Martinetti widmete der Strada Alta ein Lied.